# Varun Tej
Konidela Varun Tej (Haiderabad, 19 januari 1990), is een Indiaas acteur die met name in de Telugu filmindustrie actief is.

## Biografie
Tej verscheen voor het eerst, als kind, samen met zijn vader Nagendra Babu in Hands Up! (2000). Hij maakte zijn debuut als volwassene hoofdrolspeler in Mukunda (2014). Hij heeft onder andere in de films Fidaa (2017), Tholi Prema (2018), F2: Fun and Frustration (2019) en Gaddalakonda Ganesh (2019) gespeeld.
Zijn zusje is filmproducent en actrice Niharika Konidela, ook is hij de neef van acteurs Allu Arjun, Ram Charan, Sai Dharam Tej, Panja Vaisshnav Tej en Allu Sirish.

## Filmografie
| Jaar | Film                    | Rol                    | Opmerking                   |
| ---- | ----------------------- | ---------------------- | --------------------------- |
| 2000 | Hands Up!               | Varun                  | als kind                    |
| 2014 | Mukunda                 | Mukunda                |                             |
| 2015 | Kanche                  | Dhupati Hari Babu      |                             |
| 2015 | Loafer                  | Raja Murali            |                             |
| 2017 | Mister                  | Pichchaiah Naidu/ Chai |                             |
| 2017 | Fidaa                   | Varun                  |                             |
| 2018 | Tholi Prema             | Aditya Sekhar          |                             |
| 2018 | Antariksham 9000 KMPH   | Dev                    |                             |
| 2018 | Nanna Koochi            |                        | verhalenverteller, webserie |
| 2019 | F2: Fun and Frustration | Varun Yadav            |                             |
| 2019 | Aladdin                 | Aladdin                | stemacteur Telugu versie    |
| 2019 | Gaddalakonda Ganesh     | Gaddalakonda Ganesh    |                             |
| 2022 | Ghani                   | Ghani                  |                             |
| 2022 | F3: Fun and Frustration | Varun Yadav            |                             |
| 2023 | Gandeevadhari Arjuna    | Arjun Verma            |                             |
| 2024 | Operation Valentine     | Arjun Dev              |                             |
| 2024 | Matka                   | Vasu                   |                             |